# Derbys taggsvansekorre
Derbys taggsvansekorre (Anomalurus derbianus) är en däggdjursart som först beskrevs av Gray 1842.  Anomalurus derbianus ingår i släktet egentliga taggsvansekorrar och familjen taggsvansekorrar. IUCN kategoriserar arten globalt som livskraftig. Inga underarter finns listade.
Denna gnagare förekommer i västra och centrala Afrika från Sierra Leone och centrala Angola österut till västra Kenya och Tanzania. I bergstrakter når arten 2400 meter över havet. Habitatet utgörs av olika slags skogar. Individerna är aktiva på natten. De lever oftast ensam men kan bilda små flockar.
Individerna blir 27 till 38 cm långa (huvud och bål) och har en 22 till 28 cm lång svans. Arten har silvergrå päls på ryggen och vitaktig päls på undersidan. Svansen bär på ovansidan yvig päls. På svansens undersida förekommer två rader med fjäll som har taggar. Liksom andra flygekorrar har arten en flygmembran mellan fram- och bakbenen samt mellan bakbenen och svansen. Vid fötterna finns kraftiga klor. Vid nosen förekommer långa morrhår. Vikten är 590 till 740 g.
Derbys taggsvansekorre vilar på dagen i trädens håligheter. Den kan sväva över 100 meter från en gren till en lägre gren på ett annat träd. Vid landningen håller djuret kroppen upprätt. Födan utgörs främst av olika växtdelar. Arten äter bland andra frukter, blad, bark, blommor och omogna nötter. Sällan ingår insekter i födan. Träd med mycket naturgummi undvikas. Djuret gnager av mindre grenar i trädens krona för att ha mer plats vid glidflygningens start. På grund av artens stora öron antas att hörseln har en betydande roll i djurets liv.
Honor kan ha två kullar per år och per kull föds upp till tre ungar. Ungarna bär vid födelsen päls och de har redan öppna ögon. De stannar sina första veckor i boet och får mat av sin mor eller far. Äldre exemplar lever oftast ensam och de träffas bara för parningen. Ibland iakttas mindre flockar samt blandade grupper med andra taggsvansekorrar. Derbys taggsvansekorre delar boet i enstaka fall med fladdermöss.
Arten jagas av rovfåglar som örnar. Vid ett tillfälle åts en individ av en diademmarkatta.